# Площадь Франтишка Богушевича (станция метро)
«Пло́щадь Франти́шка Богуше́вича» (бел. Плошча Францішка Багушэвіча) — станция Зеленолужской линии Минского метрополитена, расположенная под одноимённой площадью между станциями «Юбилейная площадь» и «Вокзальная». Станция была открыта для пассажиров 7 ноября 2020 года. «Площадь Франтишка Богушевича», как и все остальные станции Зеленолужской линии, оборудована платформенными раздвижными дверьми. То же касается и перспективных станций.
Со стороны «Юбилейной площади» расположена служебная соединительная ветвь на Автозаводскую линию к станции «Фрунзенская».

## Строительство
Строительство станции началось 31 августа 2016 года — в этот день была вбита первая свая.
Согласно планам, утвержденным ещё в 2003 году, окончание строительства было намечено на 2017 год, однако, как отметил главный инженер дирекции по строительству Минского метрополитена Алексей Мурач, теперь они требовали корректировки.
К апрелю 2019 года над станцией были установлены навесы, после чего было запланировано осуществить асфальтирование и озеленение территории.
К июню 2019 года строительно-монтажные работы на станции были завершены на 80 %. Следующими этапами работ стали укладка плитки, шлифовка и установка сантехнического и электрооборудования.
Открытие станции метро было запланировано на 9 сентября 2020 года, но затем перенесено на ноябрь. 7 ноября 2020 года станция метро была открыта для пассажиров.

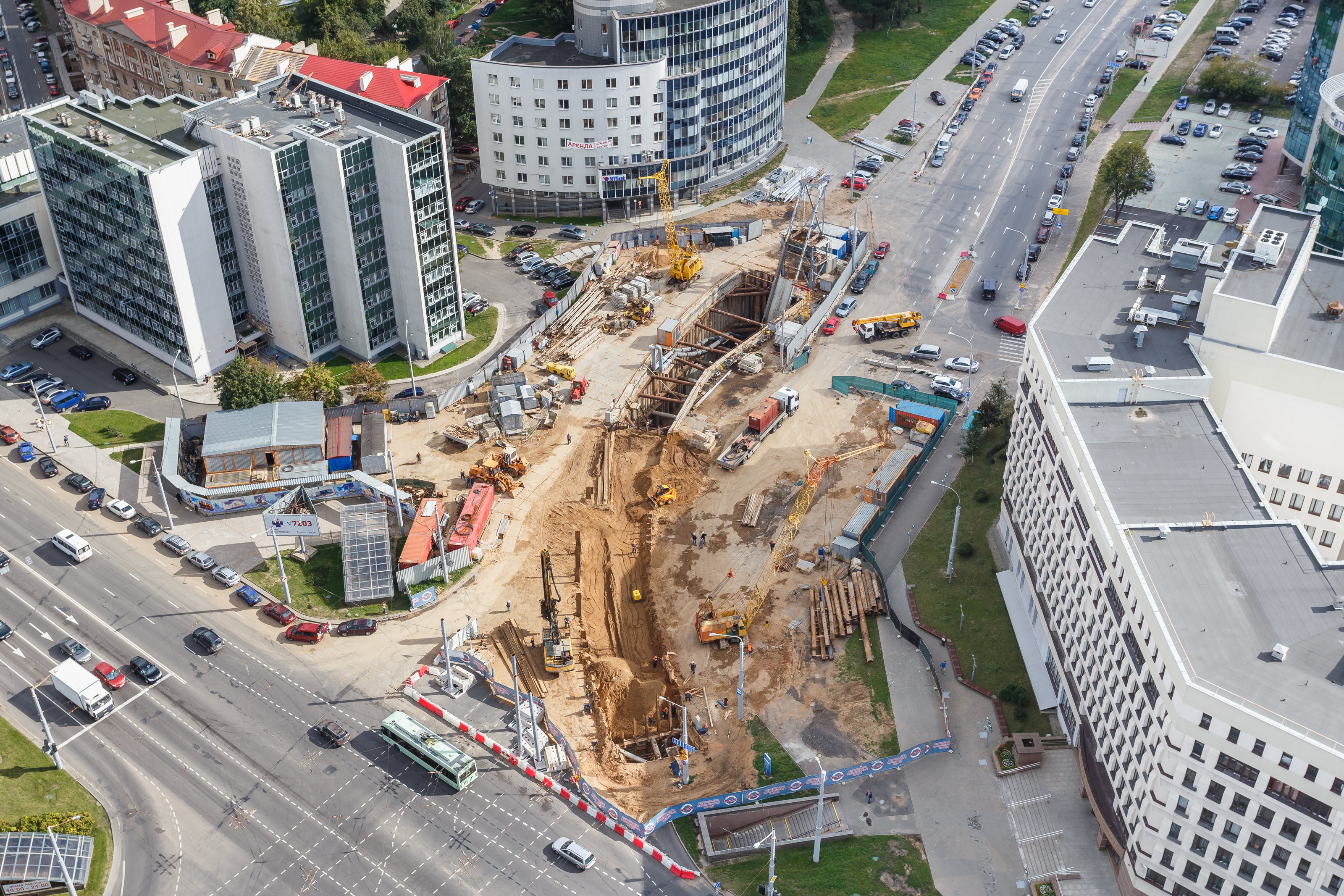
Строительство перегонного тоннеля соединительной ветки между второй и третьей линиями метро. Август 2016.

## Конструкция
Станция метро «Площадь Франтишка Богушевича» вошла в число первых четырёх станций Зеленолужской линии Минского метрополитена, мало чем отличаясь от остальных, однако ввиду её расположения на маленьком пятачке, она стала самой короткой из них — её длина составила лишь 140 м. На станции установлены автоматические платформенные ворота, для предотвращения падения пассажиров на пути. Ещё одной особенностью станции стало отсутствие лестниц: попасть на платформу пассажиры могут только с помощью эскалаторов, спускающихся от центра в направлении к торцам, и лифта по центру между ними. Станция имеет освещение в виде белых световых линий, центральная часть станции под эскалаторами также освещена потолочными световыми линиями зелёного цвета.

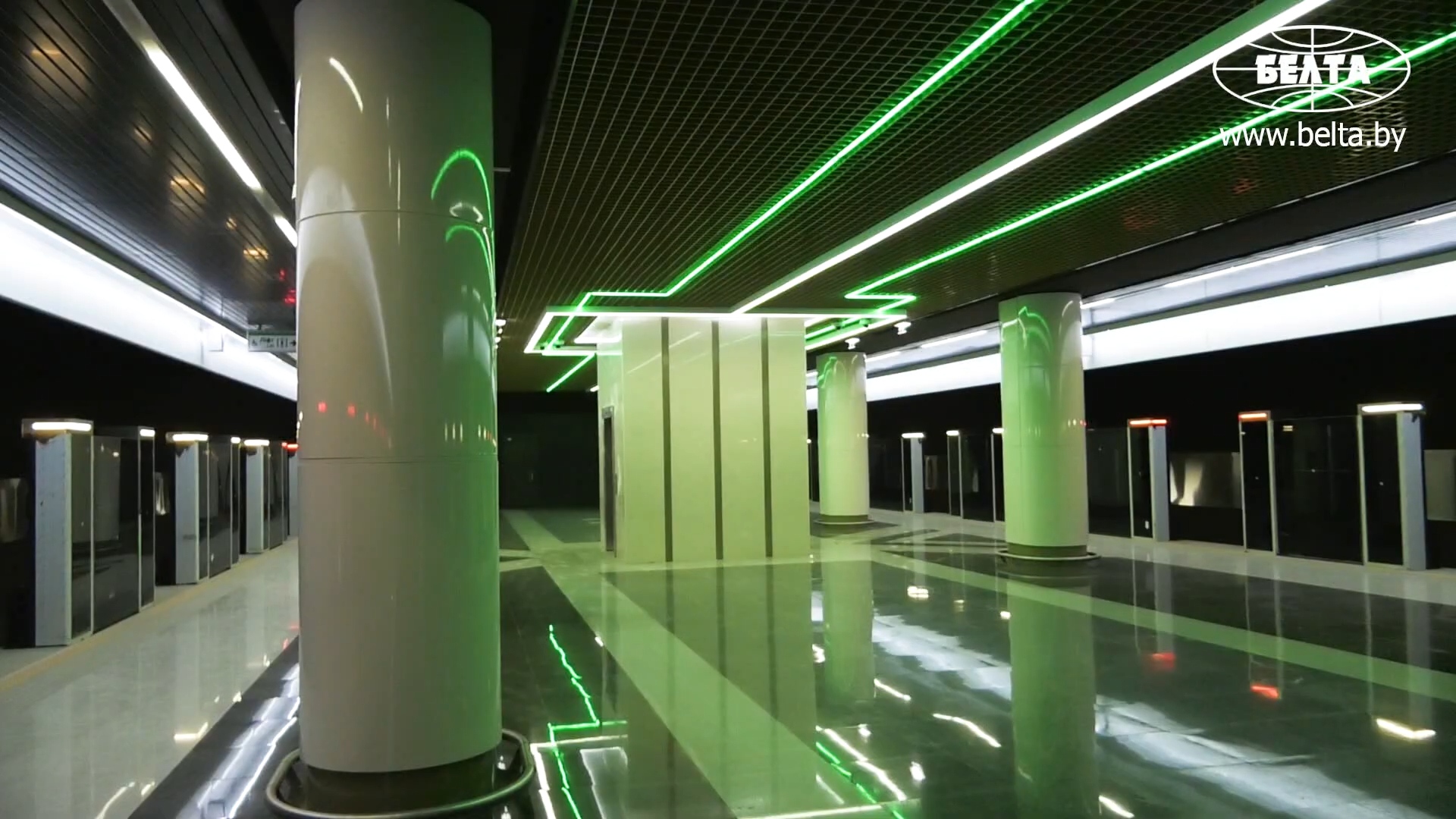
Центральная часть станции с зелёным освещением
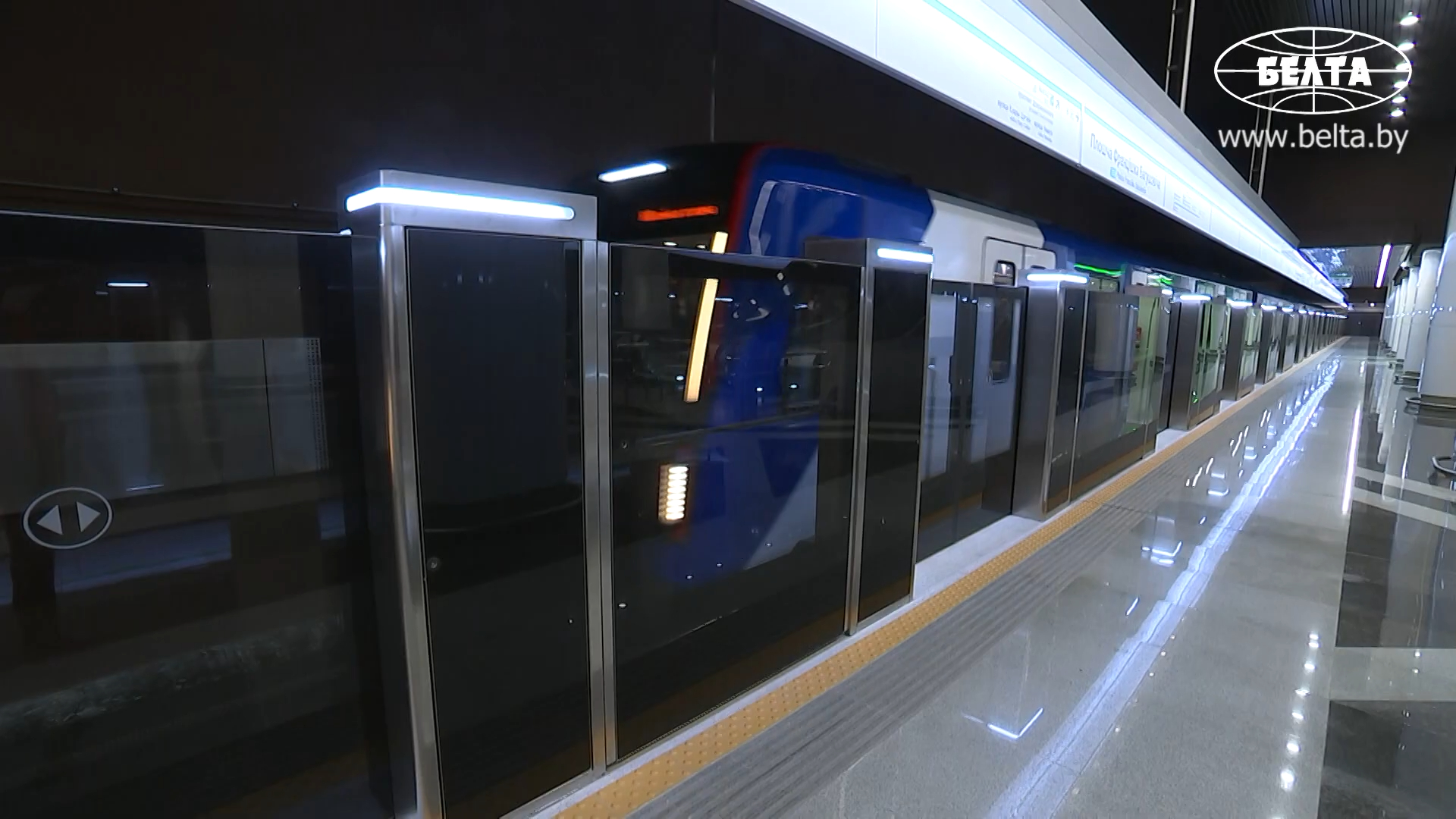
Автоматические платформенные ворота и поезд Stadler M110/M111
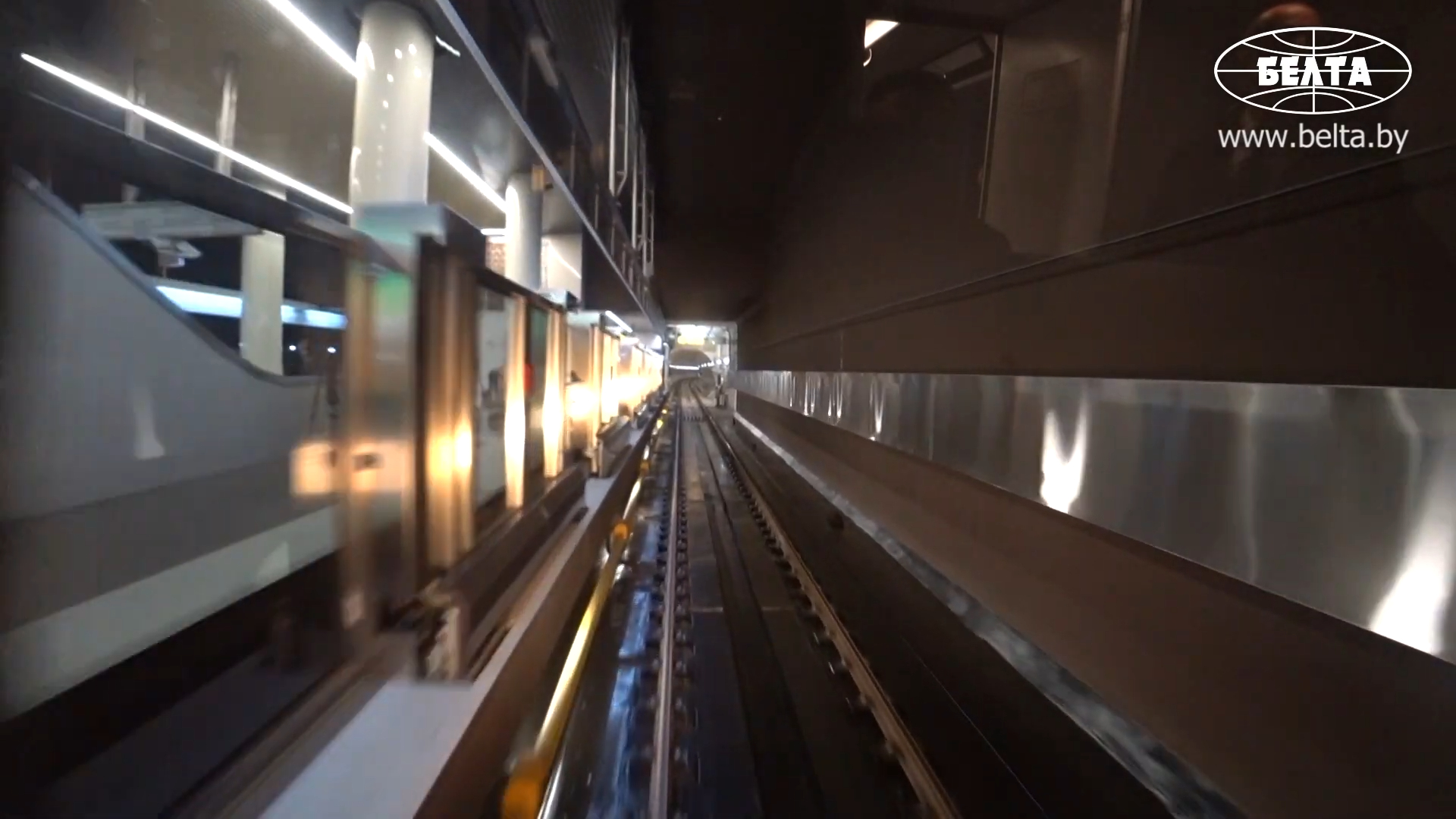
Путь станции, слева виден пролёт эскалатора

По торцам платформы на стенах установлены две скульптуры, выполненные в металле — «Ткацкий станок» работы Алексея Сорокина и Виктора Копача размером 5×6 м и «Книга белорусская» работы Максима Петруля размером 6×6 м.
Обе скульптуры содержат цитаты основоположника современной белорусской литературы, поэта Фрациска-Бенедикта (Франтишка) Казимировича Богушевича — на первой: «Можа, хто спытае: дзе ж цяпер Беларусь? Там, братцы, яна, дзе наша мова жыве: яна ад Вільні да Мазыра, ад Віцебска за малым не да Чарнігава, дзе Гродна, Менск, Магілёў, Вільня і шмат мястэчкаў і вёсак...» (в переводе с бел. — «Может, кто спросит: где же сейчас Белоруссия? Там, братцы, она, где наш язык живёт: он от Вильны до Мозыря, от Витебска за малым до Чернигова, где Гродно, Минск, Могилёв, Вильна и много местечек и деревень...»), на второй: «Не пакідайце ж мовы нашай беларускай, каб не ўмёрлі» (в переводе с бел. — «Не утратьте же язык наш белорусский, чтобы не умерли»).

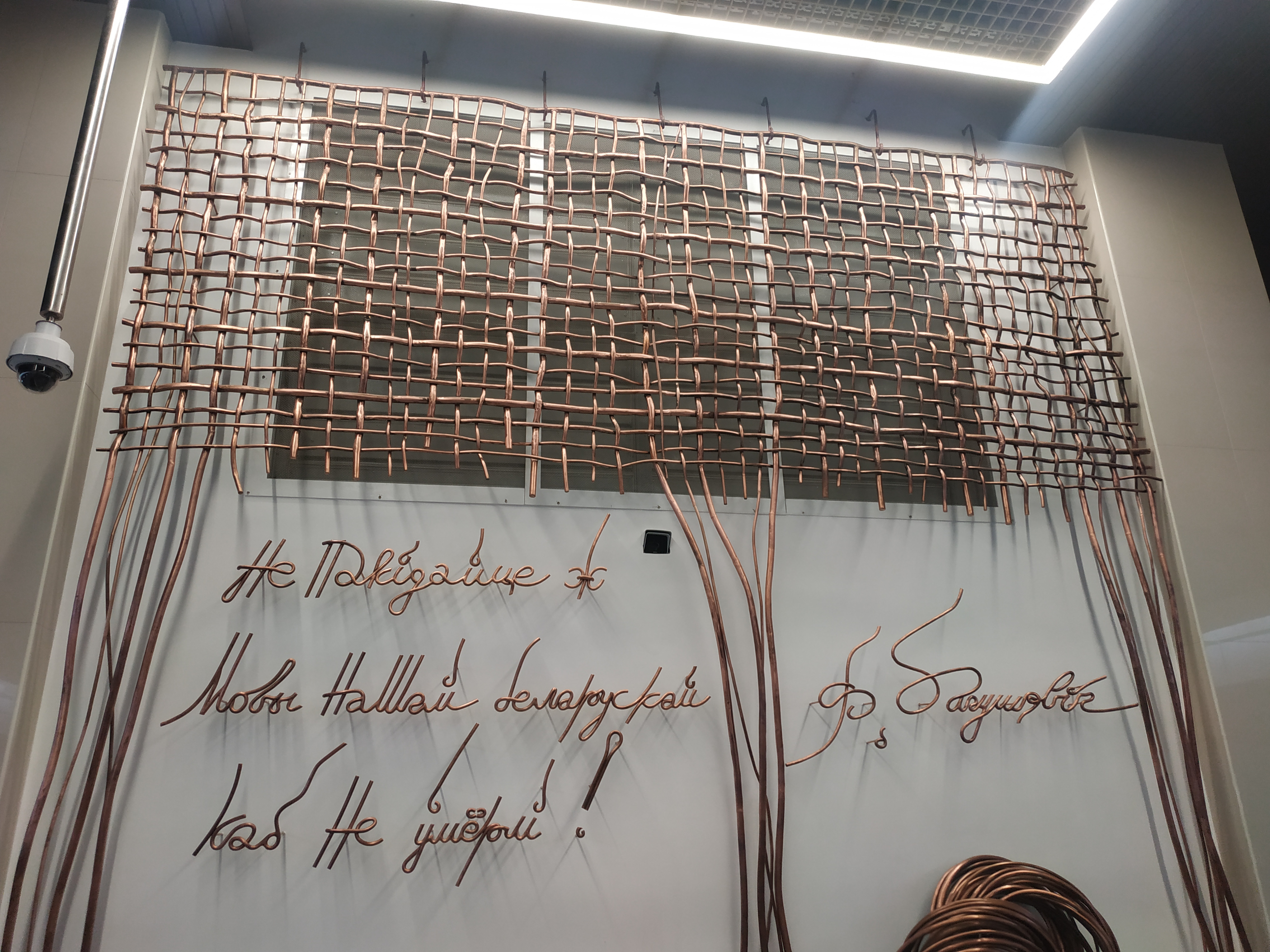
«Книга белорусская»
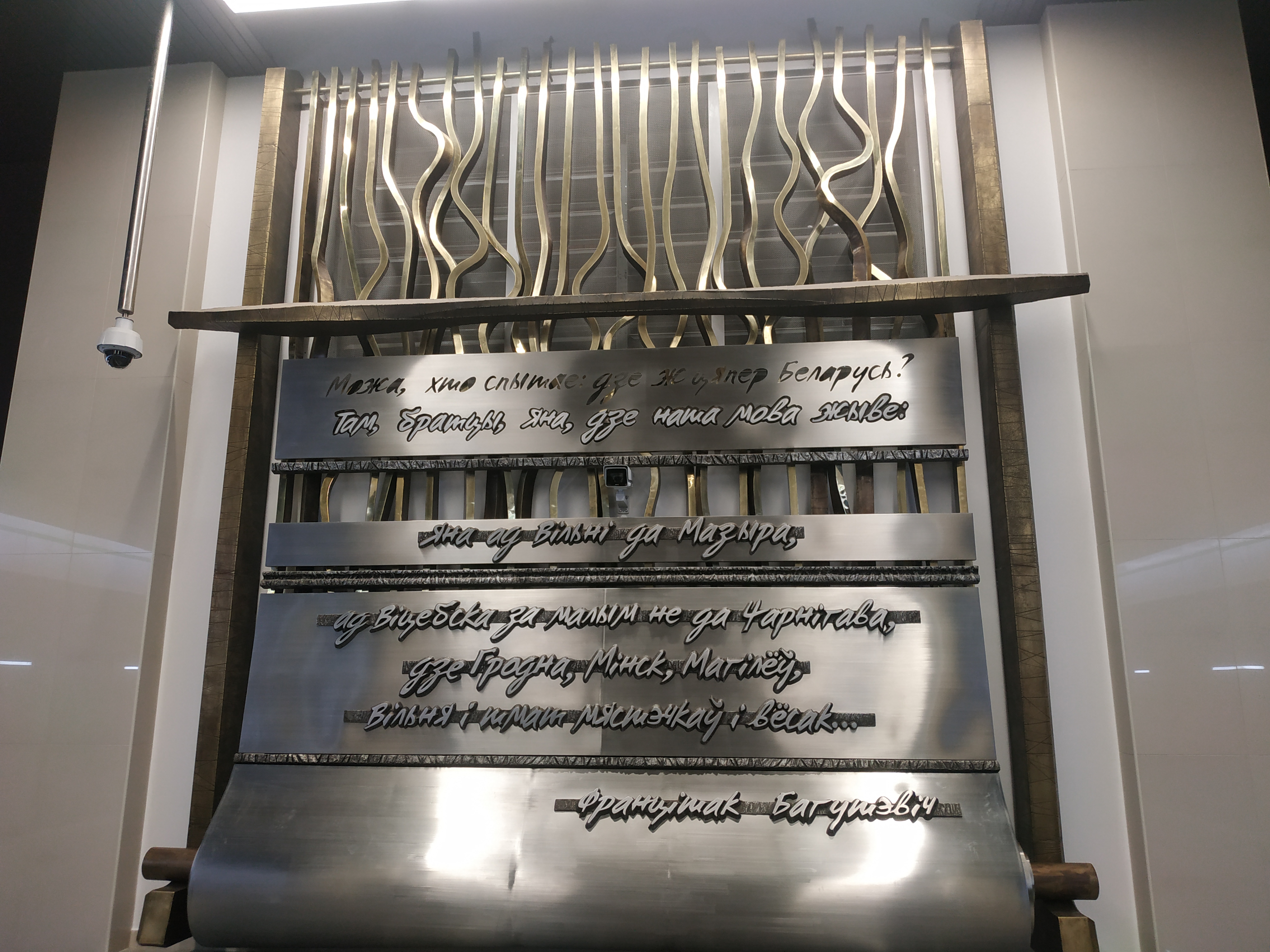
«Ткацкий станок»

## Расположение и вестибюли
Станция расположена под круговым перекрёстком на пересечении улицы Клары Цеткин, под которой в этом месте проходит линия, с проспектом Дзержинского. Подземный вестибюль станции квадратной формы интегрирован с подземным пешеходным переходом, по углам которого имеются выходы с четырёх сторон. С каждой стороны на улицу с внешней стороны периметра круговой дороги выходят по два лестничных пролёта в противоположные стороны, оборудованных наземными вестибюлями с крышей арочной формы, и лифт между ними. Отделка наземных вестибюлей лестниц и лифтов имеет серый и зелёный цвета.

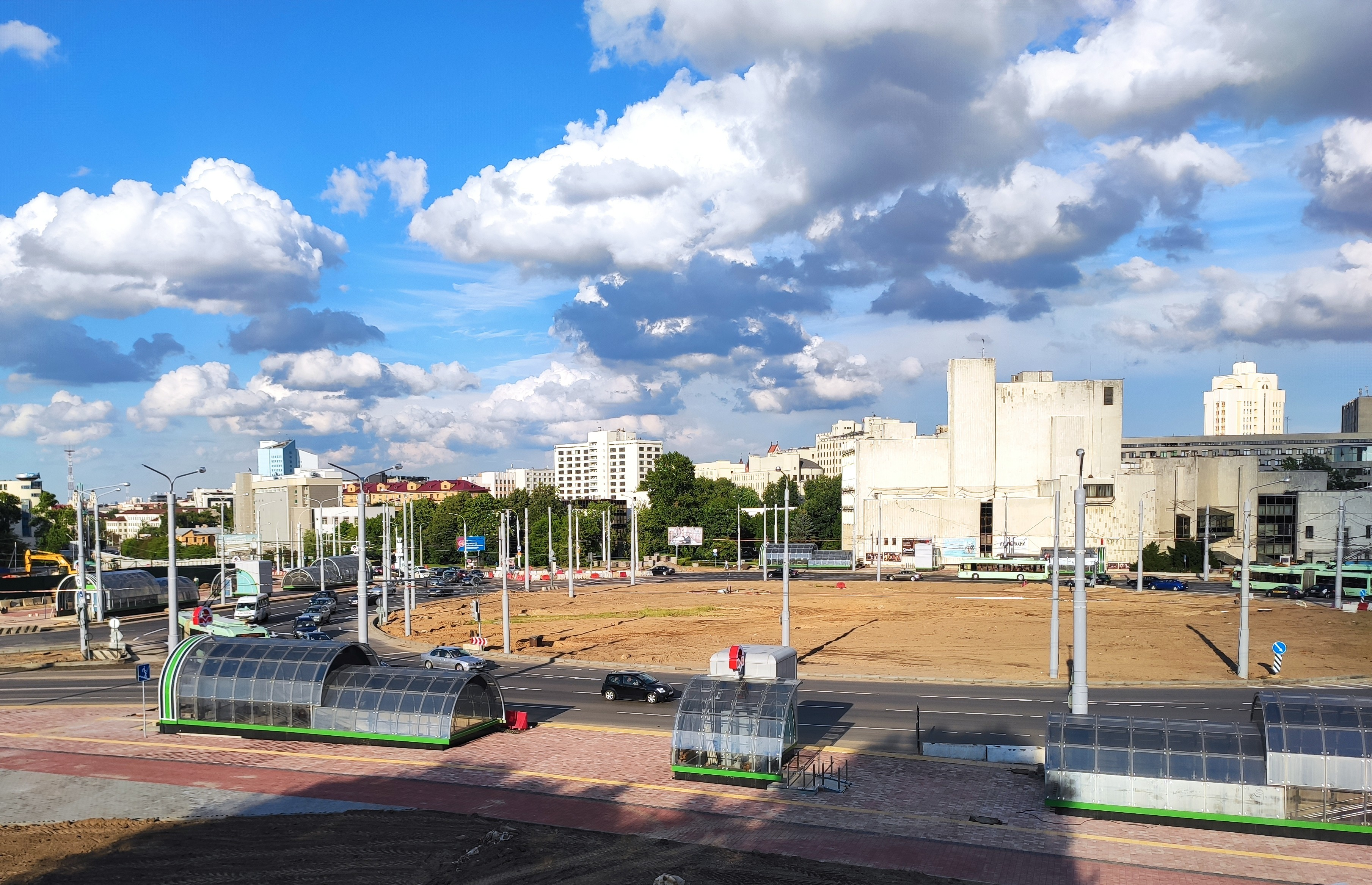
Наземные вестибюли станции
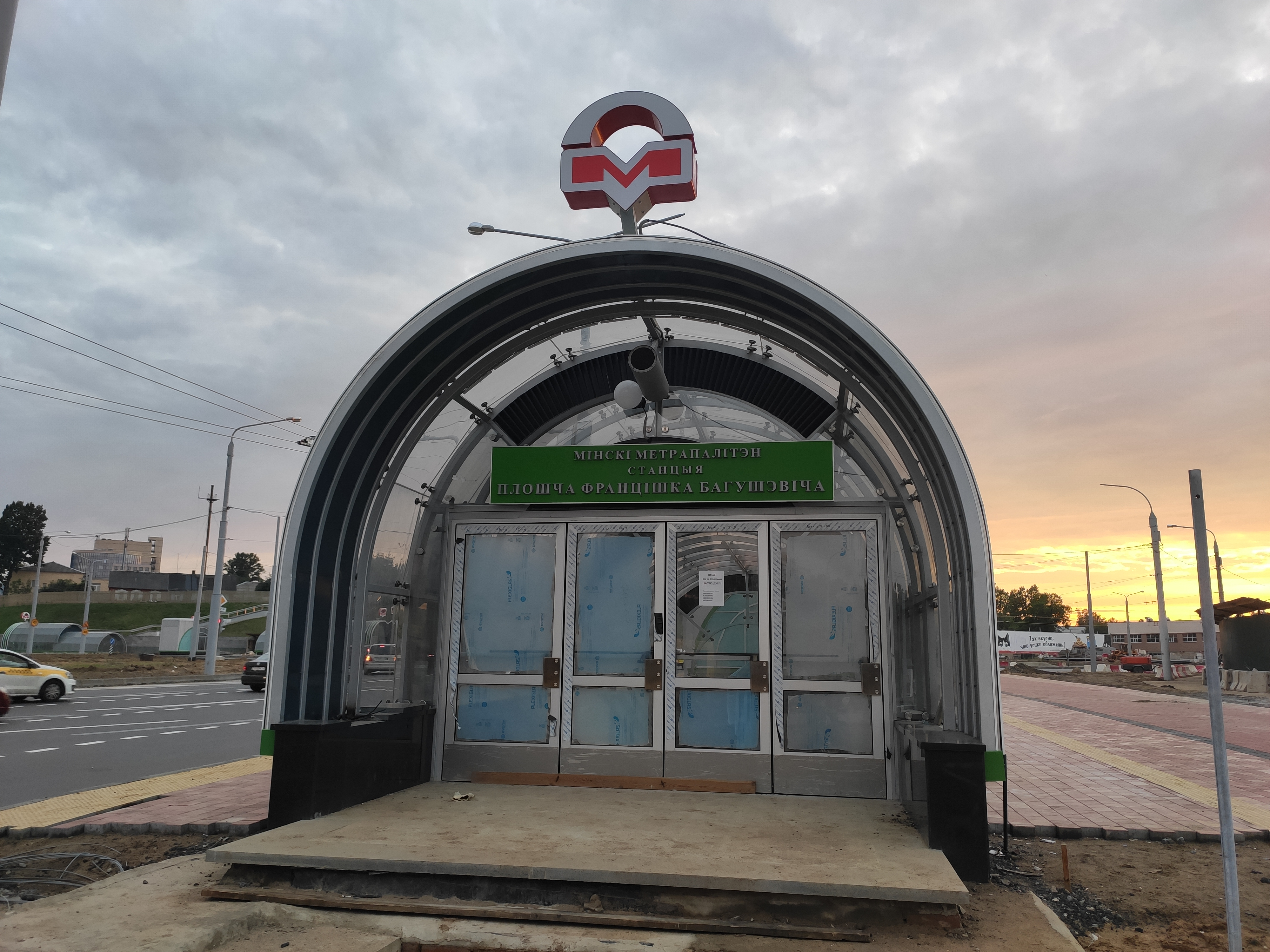
Один из лестничных наземных вестибюлей, вид спереди